# Cassidinidea arndti
Cassidinidea arndti är en kräftdjursart som först beskrevs av Ortiz och Lalana 1980.  Cassidinidea arndti ingår i släktet Cassidinidea och familjen klotkräftor. Inga underarter finns listade i Catalogue of Life.